# مجید دلبندم
مجید دلبندم سریالی تلویزیونی به کارگردانی و نویسندگی رضا عطاران بود که در سال ۱۳۷۷ در گروه کودک و نوجوان شبکه یک سیما تولید و به نمایش درآمد و بازپخش آن در گروه کودک و نوجوان شبکه دو انجام شد. داستان این مجموعه ماجرای عروسکی دست دراز با نام «مجید» است که با شیرین‌کاری‌هایش در هر قسمت یک ماجرای زیبا و طنز می‌آفریند. در این مجموعه بازیگرانی چون مجید صالحی، زیبا بروفه، یوسف تیموری، بهراد خرازی، رضا عطاران، حمید لولایی و سید جواد رضویان ایفای نقش کرده‌اند.

## داستان
شخصیت مجید دلبندم در این مجموعه از شخصیت مجید در سیب خنده الهام گرفته و در مورد دو برادر به نام‌های رضا و مجید و خواهرشان معصومه است. رضا با دیدن قسمت آخر سریال «سیب خنده» دلش برای مجید تنگ می‌شود و مجسمه‌ای از مجید می‌سازد. مجسمه خود به خود زنده می‌شود و ماجراهای مختلف را رقم می‌زند. نقش آقای گلابچی صاحبخانه را حمید لولایی بازی می‌کند. ابتدای سریال نقش رضا را بهراد خرازی بازی می‌کند که بعد از آن نقش توسط جواد رضویان ادامه می‌یابد. در بخشهایی به عنوان پسر آقای گلابچی و با نام تیمور و همسر معصومه خود رضا عطاران نیز حضور دارد. در این سریال، عروسکی به نام مجید با گویندگی مجید صالحی، کلمات را به صورت اشتباه بیان می‌کند که با تصحیح اعضای خانواده با جملهٔ «مجید دلبندم…» مواجه می‌شود. ترکیب «مجید دلبندم…» در فرهنگ عامه نیز تا حدودی رواج یافت.

## عوامل

### بازیگران
- مجید صالحی
- زیبا بروفه
- یوسف تیموری
- بهراد خرازی
- حمید لولایی
- رضا عطاران
- سید جواد رضویان
- سپهر آزادی

### کارگردان و نویسنده
- رضا عطاران

### تهیه‌کنندگان
- بیژن بیرنگ
- مسعود رسام